# 9e brigade d'infanterie de marine
Pour les articles homonymes, voir 9e brigade.
La 9e brigade d'infanterie de marine (9e BIMa) est une unité de l'Armée de terre française faisant partie de la 1re division. La 9 est un outil de gestion de crise particulièrement apte à mener des opérations amphibies dans le cadre d’une « entrée en premier ».
Forte de 10 000 hommes et femmes dont 2 000 réservistes, elle est commandée depuis l’été 2022 par le général de brigade Hervé Pierre.

## Historique

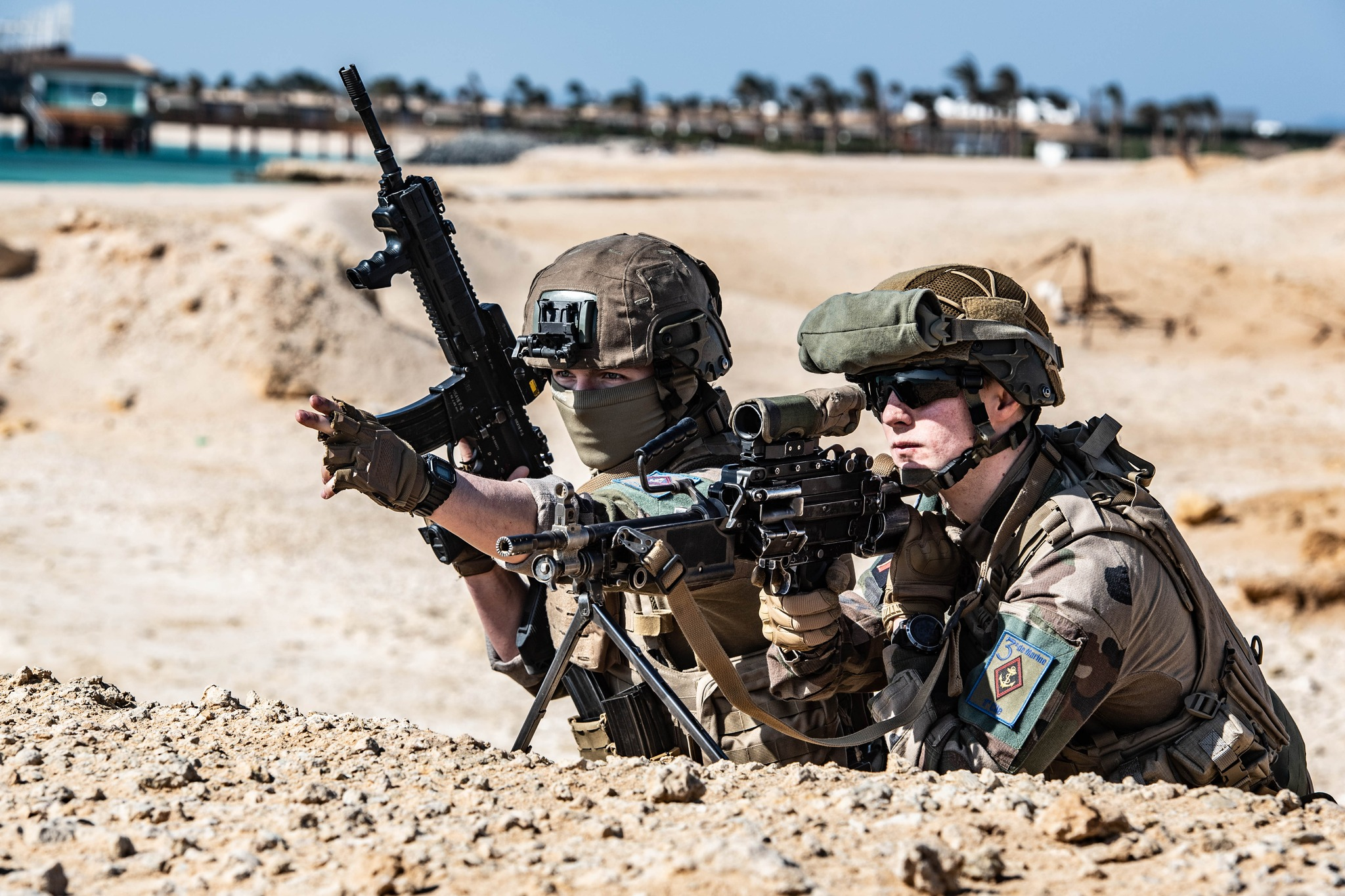
2 marsouins du 3e régiment d'infanterie de Marine engagés dans le groupement tactique embarqué de la mission Jeanne d'Arc 2022

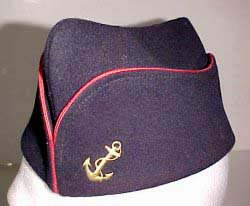
calot des troupes de marine, porté quotidiennement au sein de la 9e BIMa depuis 2016

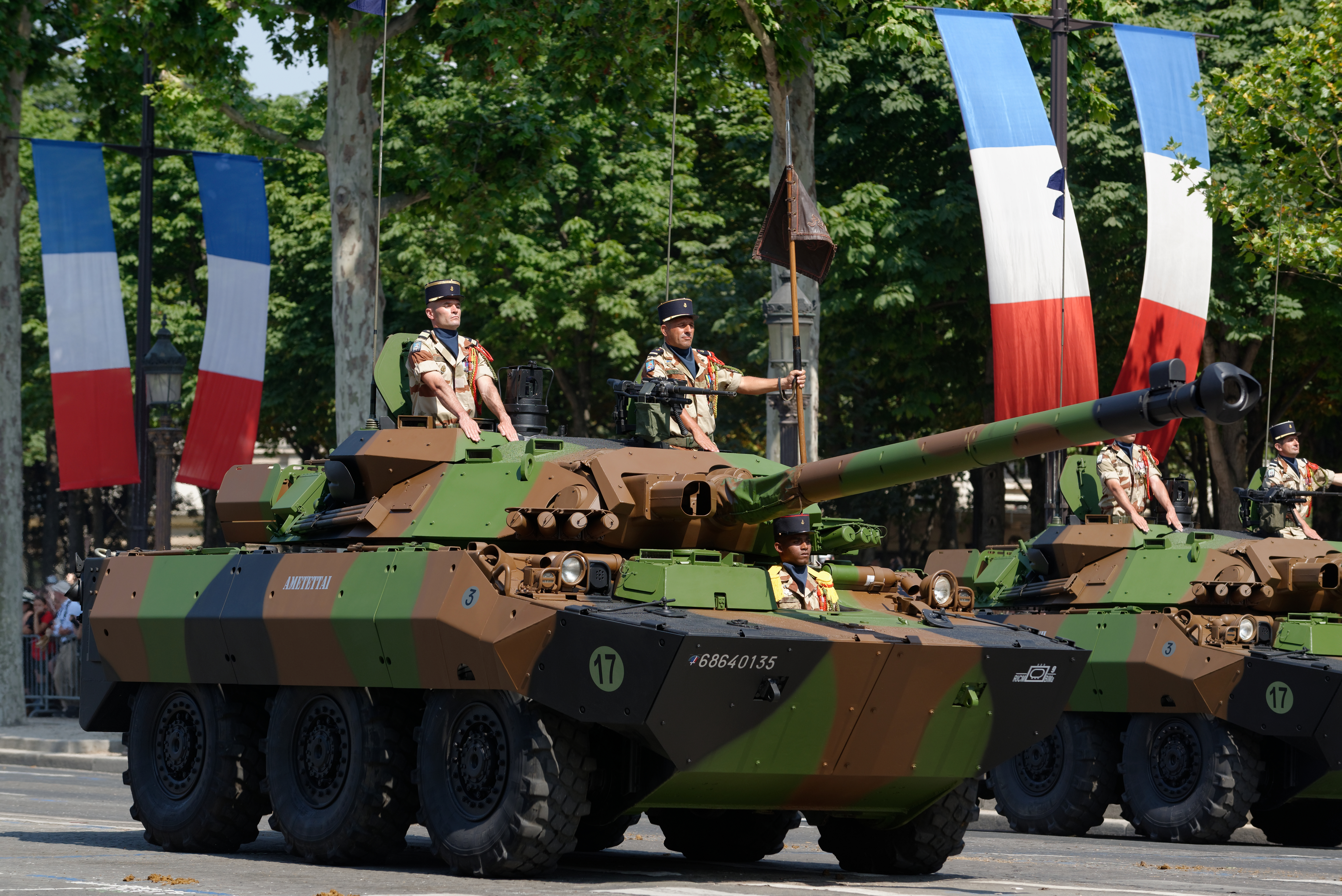
Véhicule du RICM lors du défilé du défilé du 14 juillet 2013 à Paris

La 9e BIMa est l'héritière de la division Bleue qui s'est illustrée au cours la guerre franco-prussienne de 1870, en particulier durant les combats de Bazeilles et de la 9e division d’infanterie coloniale, faisant partie des Forces françaises libres, qui se distingua lors de la prise de l'île d'Elbe en juin 1944 et du débarquement de Provence le 15 août de la même année.
La division part ensuite en Indochine, où elle est mise en sommeil (sans être dissoute) en décembre 1947.
L'unité est réactivée en juillet 1963 en Bretagne sous l'appellation de 9e brigade d'outre-mer. Le 1er décembre 1963, elle fusionne avec la 11e division légère d'intervention pour former la 11e division. Elle quitte la 11e division en 1971.
Le 1er janvier 1976, elle devient la « 9e division d'infanterie de marine (9e DIMa) ». Elle est alors rattachée à la force terrestre d'intervention, puis à la force d'action rapide (FAR) à partir de 1983.
Le 1er juillet 1999, la division est restructurée en brigade et devient la 9e brigade légère blindée de marine (BLBMa). Le 1er janvier 2013, elle prend son nom actuel de 9e brigade d'infanterie de marine (BIMa).
Son état-major est stationné à Poitiers au quartier Aboville depuis le 1er juillet 2010 (il se trouvait auparavant à Nantes au quartier Richemont). Elle a pour devise « Semper et Ubique » ce qui signifie en latin « toujours et partout ».
La « 9 » s'est illustrée sur tous les théâtres extérieurs où la France a été engagée depuis la fin de la Seconde Guerre mondiale : Indochine, Liban, Irak, Macédoine, Kosovo, Bosnie, Congo, Tchad, Côte d'Ivoire. D'octobre 2010 à mai 2011, la brigade armait l'essentiel de la brigade La Fayette en Afghanistan en projetant un état-major (composé à 50 % par des marsouins, bigors et sapeurs de Marine de la 9e BIMa) et le groupement tactique interarmes Richelieu armé par le 2e régiment d’infanterie de marine. En janvier 2013, des éléments de la brigade prennent part à l'intervention française au Mali.
À partir de 2016, elle est intégrée à la 1re division réactivée dans le cadre du plan Au contact.

## Missions
Les principaux types de missions  de la 9e BIMa, pour lesquels elle est particulièrement adaptée sont : 
- les actions amphibies : projection avec préavis court d’un état-major et d’un bataillon renforcé (1 400 hommes) par des moyens maritimes militaires, tels que les porte-hélicoptères amphibie (PHA).
- les missions de sûreté, de sécurisation ou de combat en milieu urbain.
- les actions décentralisées de recherche de renseignement dans la profondeur.
- les incursions rapides et profondes (raid blindé sur 100 km) destinées à s'emparer d'un centre déterminant ou détruire des objectifs importants.

Outre les opérations extérieures, la 9e BIMa est présente dans de nombreuses relèves de mission de courte durée comme au Sénégal, en Guyane, à Mayotte et à Djibouti. Enfin, elle participe régulièrement à des missions avec la Marine nationale en tant que composante terrestre des groupements amphibies.
Depuis 1995, la 9e BIMa est jumelée avec la 3e Brigade Commando Royal Marines de l'armée britannique. Dans le cadre des accords de Lancaster House, ces deux grandes unités participent à l’entraînement de la composante amphibie d’une force franco-britannique de réaction rapide projetable depuis la mer.

## Composition de la9eBIMa
Au 1er août 2022, son effectif est d'environ 10 000 marsouins, bigors, sapeurs de marine et fantassins dont 2000 réservistes.
- un État-major stationné à Poitiers (150 personnels dont 60 réservistes)
- sept régiments qui lui confèrent une capacité de combat interarmes : 
  - Trois régiments de combat débarqué (infanterie) :
    - le 126e régiment d’infanterie stationné à la Caserne Laporte, à Brive-la-Gaillarde, à compter du 1er juillet 2016 en provenance de la 3e Brigade légère blindée, équipé de VAB (1 000 personnes dont 200 réservistes),
    - le 2e régiment d’infanterie de marine stationné à la Caserne Martin des Pallières, à Champagné (près du Mans), équipé de VBCI (1 100 personnes dont 100 réservistes),
    - et le 3e régiment d’infanterie de marine stationné au Quartier Foch-Delestraint, à Vannes, équipé de GRIFFON (1 100 personnes dont 250 réservistes).

  - Deux régiments de combat embarqué (cavalerie blindée) :
    - le régiment d’infanterie chars de marine stationné au Quartier Ladmirault à Poitiers, équipé d'AMX-10 RC (1 000 personnels dont 200 réservistes),
    - et  1er régiment d’infanterie de marine stationné au Quartier Fayolle, à Angoulême, depuis le 1er juillet 2016 en provenance de la 3e Brigade légère blindée, équipé d'AMX-10 RC (1 000 personnels dont 150 réservistes),

  - Un régiment d’appui terrain (génie) : 6e régiment du génie stationné au Quartier Verneau à Angers (1 200 personnes dont 200 réservistes).
  - Un régiment d’appui sol-sol (artillerie) :  11e régiment d’artillerie de marine stationné au Camp de la Lande d'Ouée, sur la commune de Saint-Aubin-du-Cormier, équipé de canons de 155mm CAESAR (850 personnes dont 100 réservistes).
- la 9e compagnie de commandement et de transmissions de marine, stationnée à Poitiers (150 personnels).
- Deux groupements d'instruction :
  - Le 1er groupement d'instruction des troupes de marine (1er GITdM) de Coëtquidan, héritier du 1er RAMa,
  - Le 22e groupement d'instruction des troupes de marine (22e GITdM) d'Angoulême, héritier du 22e RIMa.
- Une formation musicale : fanfare et bagad. Ses 30 musiciens, diplômés des conservatoires et écoles de musique, sont stationnés à Poitiers.
- le 5e régiment interarmes d'outre-mer (5e RIAOM) basé à Djibouti a rejoint la 9e BIMa en 2024.

## Généraux de la9eBIMa
- 2003 - 2005 : Général de brigade Jean-Paul Thonier
- 2005 - 2007 : Général de brigade Hervé Charpentier
- 2007 - 2009 : Général de brigade  Éric Bonnemaison
- 2009 - 2011 : Général de brigade Jean-François Hogard
- 2011 - 2013 : Général de brigade François Lecointre
- 2013 - 2015 : Général de brigade Vincent Guionie
- 2015 - 2017 : Général de brigade François Labuze
- 2017 - 2019 : Général de brigade Pierre Schill
- 2019 - 2022 : Général de brigade Patrik Steiger
- 2022 - :  Général de brigade Hervé Pierre